# Championnat d'Europe masculin de hockey sur gazon
Le championnat d'Europe masculin de hockey sur gazon est une compétition sportive bisannuelle opposant les meilleures équipes européennes de hockey sur gazon et désignant un champion d’Europe.

## Histoire
Le premier championnat d'Europe de hockey sur gazon s'est tenu en 1970 à Bruxelles, en Belgique. Depuis 2007, les compétitions féminine et masculine sont coorganisées en un même lieu.

## Palmarès

### Top 4 des différentes éditions
| Édition | Année | Or             | Argent           | Bronze     | 4e               | Lieu            |
| ------- | ----- | -------------- | ---------------- | ---------- | ---------------- | --------------- |
| 1       | 1970  | RFA (1)        | Pays-Bas         | Espagne    | France           | Bruxelles       |
| 2       | 1974  | Espagne (1)    | RFA              | Pays-Bas   | Angleterre       | Madrid          |
| 3       | 1978  | RFA (2)        | Pays-Bas         | Angleterre | Espagne          | Hanovre         |
| 4       | 1983  | Pays-Bas (1)   | Union soviétique | RFA        | Espagne          | Amsterdam       |
| 5       | 1987  | Pays-Bas (2)   | Angleterre       | RFA        | Union soviétique | Moscou          |
| 6       | 1991  | Allemagne (3)  | Pays-Bas         | Angleterre | Union soviétique | Paris           |
| 7       | 1995  | Allemagne (4)  | Pays-Bas         | Angleterre | Belgique         | Dublin          |
| 8       | 1999  | Allemagne (5)  | Pays-Bas         | Angleterre | Belgique         | Padoue          |
| 9       | 2003  | Allemagne (6)  | Espagne          | Angleterre | Pays-Bas         | Barcelone       |
| 10      | 2005  | Espagne (2)    | Pays-Bas         | Allemagne  | Belgique         | Leipzig         |
| 11      | 2007  | Pays-Bas (3)   | Espagne          | Belgique   | Allemagne        | Manchester      |
| 12      | 2009  | Angleterre (1) | Allemagne        | Pays-Bas   | Espagne          | Amsterdam       |
| 13      | 2011  | Allemagne (7)  | Pays-Bas         | Angleterre | Belgique         | Mönchengladbach |
| 14      | 2013  | Allemagne (8)  | Belgique         | Pays-Bas   | Angleterre       | Boom            |
| 15      | 2015  | Pays-Bas (4)   | Allemagne        | Irlande    | Angleterre       | Londres         |
| 16      | 2017  | Pays-Bas (5)   | Belgique         | Angleterre | Allemagne        | Amsterdam       |
| 17      | 2019  | Belgique (1)   | Espagne          | Pays-Bas   | Allemagne        | Anvers          |
| 18      | 2021  | Pays-Bas (6)   | Allemagne        | Belgique   | Angleterre       | Amsterdam       |
| 19      | 2023  | Pays-Bas (7)   | Angleterre       | Belgique   | Allemagne        | Mönchengladbach |
| 20      | 2025  | ()             |                  |            |                  |                 |

### Tableau récapitulatif
| Rang | Équipe           | Vainqueur | Finaliste | Troisième | Quatrième | Titres                                         |
| ---- | ---------------- | --------- | --------- | --------- | --------- | ---------------------------------------------- |
| 1    | Allemagne        | 8         | 4         | 3         | 4         | 1970, 1978, 1991, 1995, 1999, 2003, 2011, 2013 |
| 2    | Pays-Bas         | 7         | 7         | 4         | 1         | 1983, 1987, 2007, 2015, 2017, 2021, 2023       |
| 3    | Espagne          | 2         | 3         | 1         | 3         | 1974, 2005                                     |
| 4    | Belgique         | 1         | 2         | 3         | 4         | 2019                                           |
| 5    | Angleterre       | 1         | 2         | 7         | 4         | 2009                                           |
| 6    | Union soviétique | -         | 1         | -         | 2         | -                                              |
| 7    | Irlande          | -         | -         | 1         | -         | -                                              |
| 8    | France           | -         | -         | -         | 1         | -                                              |